# Contubernal
Contubernal es una palabra latina que expresaba entre los soldados romanos lo que ahora, camaradas, compañeros de tienda o de rancho. 
Napoleón III en su Historia de César le da un sentido más concreto. Describiendo la primera juventud del héroe dice: 

Poco tiempo después tomó parte en las hostilidades que continuaban contra Mitriades. Los jóvenes de familias ilustres que querían hacer su aprendizaje militar, seguían a un general al ejército. Admitidos en su trato íntimo con el nombre de contubernales estaban afectos a su persona